# Julian Schieber
Julian Schieber (Backnang, 13 febbraio 1989) è un dirigente sportivo ed ex calciatore tedesco, attaccante, coordinatore del vivaio dello Sportverein Stuttgarter Kickers.

## Statistiche

### Presenze e reti nei club
Statistiche aggiornate al termine della carriera.
| Stagione                 | Squadra                  | Campionato               | Campionato | Campionato | Coppe nazionali | Coppe nazionali | Coppe nazionali | Coppe continentali | Coppe continentali | Coppe continentali | Altre coppe | Altre coppe | Altre coppe | Totale | Totale |
| Stagione                 | Squadra                  | Comp                     | Pres       | Reti       | Comp            | Pres            | Reti            | Comp               | Pres               | Reti               | Comp        | Pres        | Reti        | Pres   | Reti   |
| ------------------------ | ------------------------ | ------------------------ | ---------- | ---------- | --------------- | --------------- | --------------- | ------------------ | ------------------ | ------------------ | ----------- | ----------- | ----------- | ------ | ------ |
| 2008-2009                | Stoccarda                | BL                       | 12         | 0          | CG              | 0               | 0               | CU                 | 1                  | 0                  | -           | -           | -           | 13     | 0      |
| 2009-2010                | Stoccarda                | BL                       | 19         | 3          | CG              | 3               | 1               | UCL                | 7                  | 0                  | -           | -           | -           | 29     | 4      |
| 2010-2011                | Norimberga               | BL                       | 29         | 7          | CG              | 4               | 3               | -                  | -                  | -                  | -           | -           | -           | 33     | 10     |
| 2011-2012                | Stoccarda                | BL                       | 18         | 3          | CG              | 2               | 0               | -                  | -                  | -                  | -           | -           | -           | 20     | 3      |
| Totale Stoccarda         | Totale Stoccarda         | Totale Stoccarda         | 49         | 6          |                 | 5               | 1               |                    | 8                  | 0                  |             | -           | -           | 62     | 7      |
| 2012-2013                | Borussia Dortmund        | BL                       | 23         | 3          | CG              | 4               | 1               | UCL                | 9                  | 1                  | SG          | 1           | 0           | 37     | 5      |
| 2013-2014                | Borussia Dortmund        | BL                       | 12         | 0          | CG              | 4               | 1               | UCL                | 4                  | 0                  | SG          | 0           | 0           | 20     | 1      |
| Totale Borussia Dortmund | Totale Borussia Dortmund | Totale Borussia Dortmund | 35         | 3          |                 | 8               | 2               |                    | 13                 | 1                  |             | 1           | 0           | 57     | 6      |
| 2014-2015                | Hertha Berlino           | BL                       | 16         | 7          | CG              | 2               | 1               | -                  | -                  | -                  | -           | -           | -           | 18     | 8      |
| 2015-2016                | Hertha Berlino           | BL                       | 6          | 0          | CG              | 1               | 0               | -                  | -                  | -                  | -           | -           | -           | 7      | 0      |
| 2016-2017                | Hertha Berlino           | BL                       | 18         | 3          | CG              | 3               | 0               | UEL                | 1                  | 0                  | -           | -           | -           | 22     | 3      |
| 2017-2018                | Hertha Berlino           | BL                       | 3          | 0          | CG              | 0               | 0               | UEL                | 0                  | 0                  | -           | -           | -           | 3      | 0      |
| Totale Hertha Berlino    | Totale Hertha Berlino    | Totale Hertha Berlino    | 43         | 10         |                 | 6               | 1               |                    | 1                  | 0                  |             | -           | -           | 50     | 11     |
| 2018-2019                | Augusta                  | BL                       | 9          | 1          | CG              | 0               | 0               | -                  | -                  | -                  | -           | -           | -           | 9      | 1      |
| 2019-2020                | Augusta                  | BL                       | 2          | 0          | CG              | 1               | 0               | -                  | -                  | -                  | -           | -           | -           | 3      | 0      |
| 2020-2021                | Augusta                  | BL                       | -          | -          | CG              | -               | -               | -                  | -                  | -                  | -           | -           | -           | -      | -      |
| Totale Augsburg          | Totale Augsburg          | Totale Augsburg          | 11         | 1          |                 | 1               | 0               |                    | -                  | -                  |             | -           | -           | 12     | 1      |
| Totale carriera          | Totale carriera          | Totale carriera          | 167        | 27         |                 | 24              | 7               |                    | 22                 | 1                  |             | -           | -           | 213    | 35     |

## Palmarès

### Club
- Supercoppa di Germania: 1

Borussia Dortmund: 2013